# Danh sách đồng bằng Việt Nam
Đi từ Bắc xuống Nam, Việt Nam có các đồng bằng sau:
1. Đồng bằng sông Hồng (hay đồng bằng châu thổ sông Hồng hoặc đồng bằng Bắc Bộ, rộng 15.000 km²[1])
2. Đồng bằng Thanh Hóa[2] (rộng 3.100 km²[1]).
3. Đồng bằng Nghệ Tĩnh
  1. Đồng bằng Diễn Châu[3]
  2. Đồng bằng Vinh[4]
  3. Đồng bằng Kỳ Anh[5]
4. Đồng bằng Quảng Bình
5. Đồng bằng Quảng Trị
6. Đồng bằng Thừa Thiên
7. Đồng bằng Quảng Nam
  1. Đồng bằng sông Cái và sông Thu Bồn[6]
  2. Đồng bằng sông Tam Kỳ[7]
8. Đồng bằng Quảng Ngãi
  1. Đồng bằng cửa sông Trà Bồng[8]
  2. Đồng bằng cửa sông Trà Khúc[9]
  3. Đồng bằng cửa sông Vệ[10]
9. Đồng bằng An Khê[11]
10. Đồng bằng Bình Định
  1. Đồng bằng Tam Quan-Bồng Sơn
  2. Đồng bằng Vạn Phúc (hay đồng bằng Vạn Phú [12])
  3. Đồng bằng Phù Mỹ
  4. Đồng bằng Quy Nhơn
11. Đồng bằng Phú Yên
  1. Đồng bằng Tuy An[12][13]
  2. Đồng bằng Tuy Hòa [12][14]
12. Đồng bằng Khánh Hòa
  1. Đồng bằng Ninh Hòa[15]
  2. Đồng bằng Nha Trang[16]
  3. Đồng bằng Ba Ngòi[17]
13. Đồng bằng Ninh Thuận
  1. Đồng bằng Karom[18][19]
  2. Đồng bằng Phan Rang[18][20]
14. Đồng bằng Bình Thuận
  1. Đồng bằng Tuy Phong [18][21]
  2. Đồng bằng Phan Rí [18][22]
  3. Đồng bằng Hải Ninh và Phan Lý Chàm [18][23]
  4. Đồng bằng Thiện Giáo [18][24]
  5. Đồng bằng Hàm Thuận và Phan Thiết [18][25]
15. Đồng bằng sông Cửu Long

Trong các đồng bằng nói trên chỉ có hai đồng bằng sông Hồng và sông Cửu Long là đồng bằng châu thổ, và đồng bằng An Khê là một trũng giữa núi (thung lũng), còn lại là các đồng bằng duyên hải.
Các đồng bằng từ Thanh Hóa đến Bình Thuận (ngoại trừ đồng bằng An Khê) được gọi chung là đồng bằng duyên hải miền Trung hay đồng bằng ven biển miền Trung. Đồng bằng ven biển miền Trung thực chất là một dãy các đồng bằng không liên tục, bị xé nhỏ bởi các dãy núi đâm ngang ra Biển Đông. Người ta thường gọi tên các đồng bằng ở ven biển miền Trung theo tên tỉnh, ví dụ đồng bằng Phú Yên bao gồm hai đồng bằng nhỏ là đồng bằng Tuy An và đồng bằng Tuy Hòa. Cũng vì lý do này mà tên một số đồng bằng đã thay đổi theo sự phân chia đơn vị hành chính cấp tỉnh. Trước đây có đồng bằng Bình Trị Thiên (rộng 2.150 km², nay là các đồng bằng Quảng Bình, Quảng Trị, Thừa Thiên); đồng bằng Phú Khánh (rộng 1.220 km², nay là các đồng bằng Phú Yên và Khánh Hòa); đồng bằng Thuận Hải (rộng 530 km², nay là các đồng bằng Ninh Thuận và Bình Thuận).
Một số tài liệu cho rằng đồng bằng Bắc Bộ bao gồm đồng bằng sông Hồng và đồng bằng sông Thái Bình và đồng bằng Nam Bộ (diện tích 63.000 km²) bao gồm đồng bằng cao miền Đông Nam Bộ và đồng bằng sông Cửu Long.